# Sincerely, Kentrell
Sincerely, Kentrell è il terzo album in studio del rapper statunitense YoungBoy Never Broke Again, pubblicato nel 2021.

## Tracce
1. Bad Morning – 3:49
2. Hold Me Down – 2:58
3. On My Side – 2:28
4. Smoke Strong – 2:58
5. 50 Shots – 2:41
6. No Where – 2:37
7. Sincerely – 2:54
8. I Can't Take It Back – 2:57
9. Rich Shit – 2:35
10. Toxic Punk – 2:03
11. My Killa – 2:24
12. Life Support – 3:53
13. Break or Make Me – 3:12
14. Forgiato – 3:08
15. Baddest Thing – 2:15
16. Nevada – 2:35
17. Level I Want to Reach – 2:09
18. Kickstand – 1:52
19. All I Need – 2:54
20. White Teeth – 2:54
21. Panoramic – 2:06

Tracce Bonus Edizione Deluxe
1. Footstep – 2:21
2. Still Waiting – 3:09